# Clickair
Clickair était une compagnie aérienne à bas prix espagnole. Elle exploitait des vols intérieurs et internationaux en Europe depuis son hub principal de l'aéroport international de Barcelone-El Prat. Elle fusionna avec Vueling Airlines en juillet 2009.

## Histoire
Clickair commença ses opérations le 1er octobre 2006 avec 3 Airbus A320 sur 5 routes depuis Barcelone. 
Le 23 juin 2009, Clickair annonce qu'en juillet 2009, elle fusionnera avec sa concurrente, la compagnie aérienne à bas prix espagnole, Vueling Airlines, ce qui se réalise le 9 juillet 2009.

## Destinations
Clickair desservait 41 destinations en Europe.

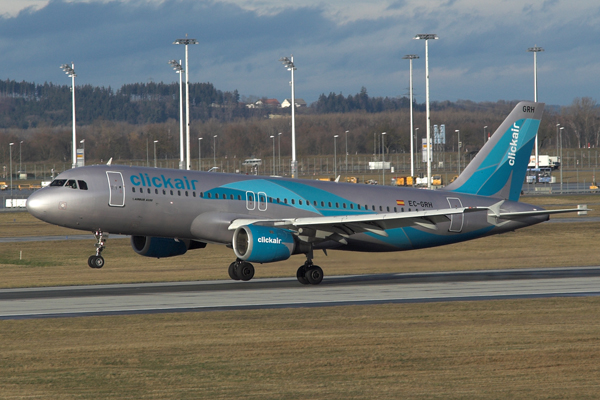
Airbus A320
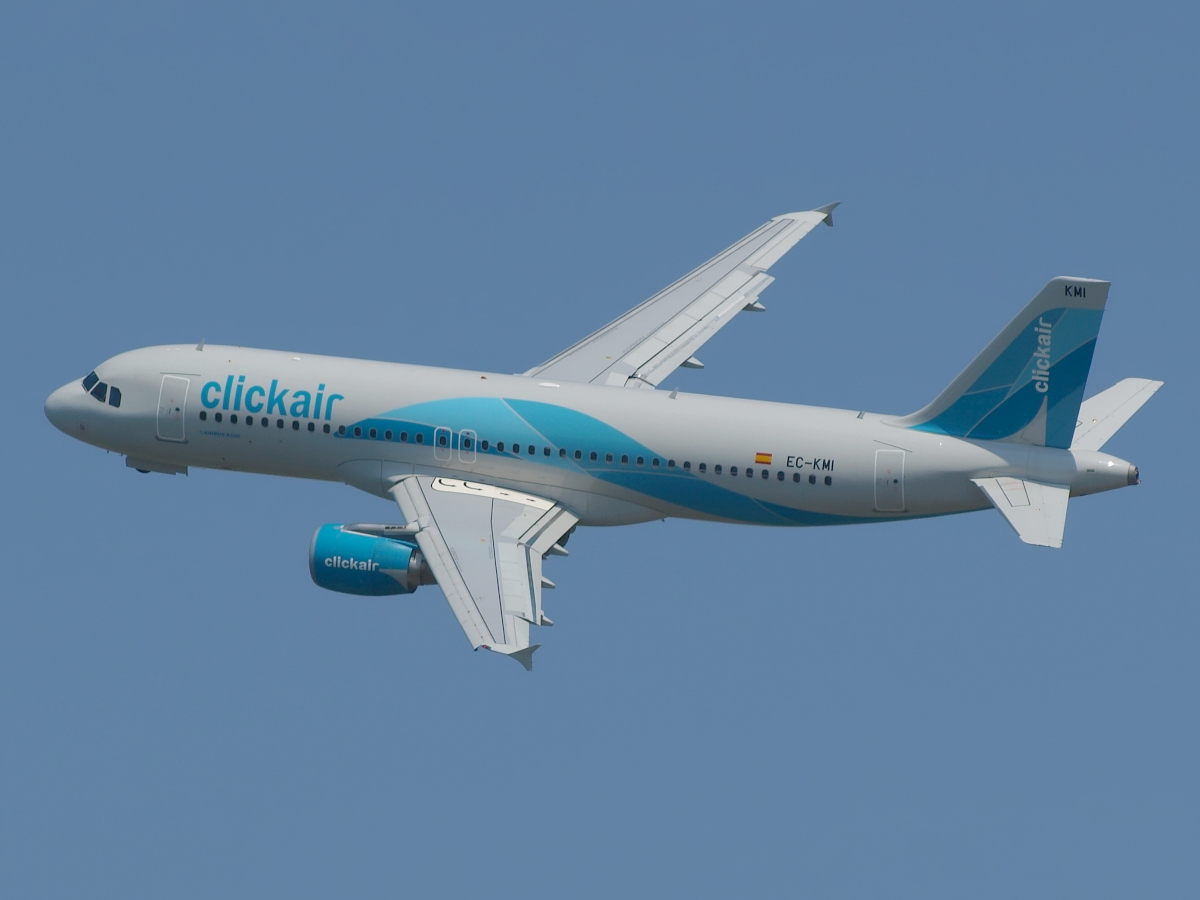
Airbus A320
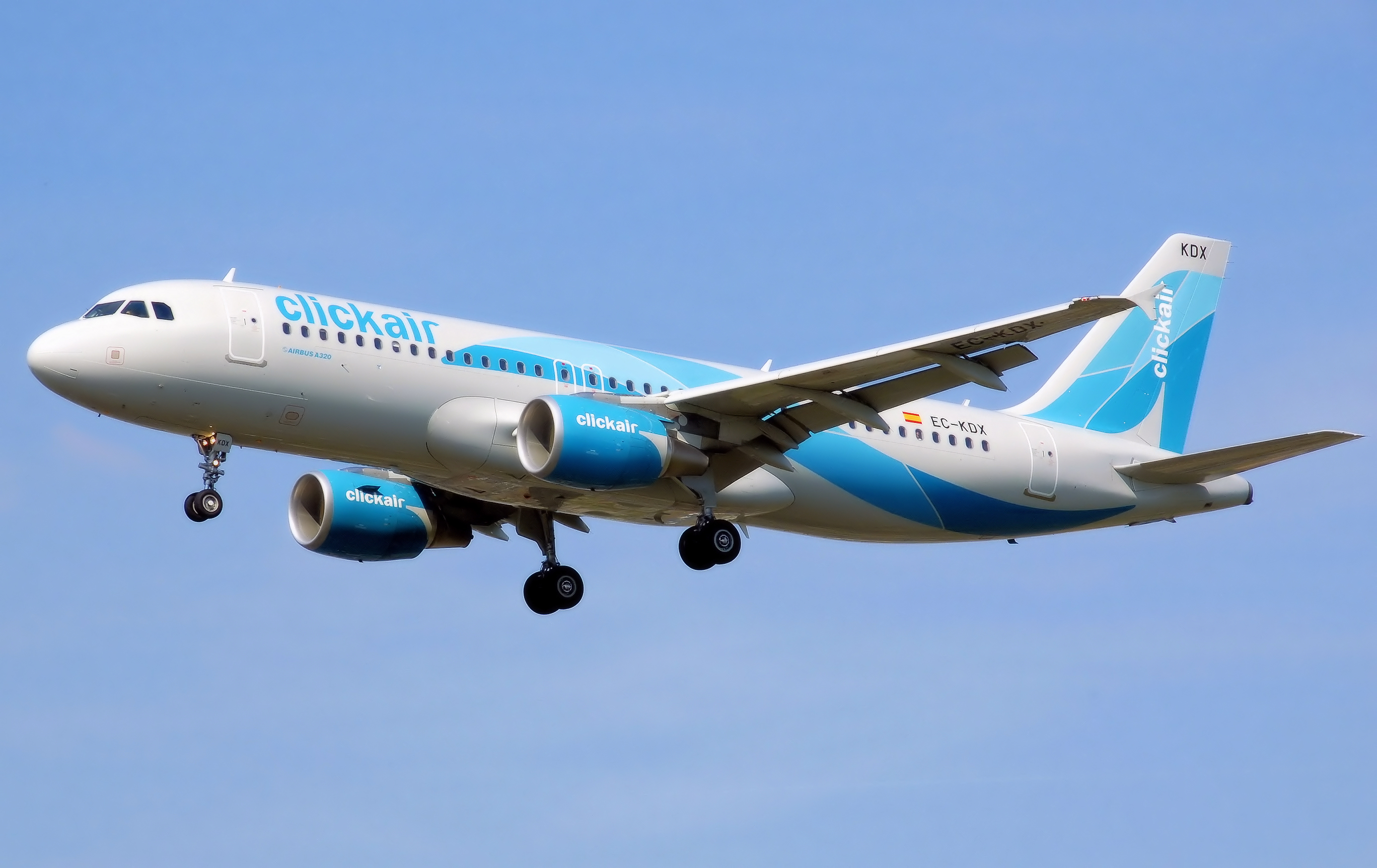
Airbus A320